# The Mind Robber
The Mind Robber é o segundo serial da sexta temporada clássica da série de ficção científica britânica Doctor Who, que foi transmitido originalmente na BBC1 em cinco partes semanais entre 14 de setembro e 12 de outubro de 1968. Foi escrito por Peter Ling e dirigido por David Maloney.
A história se passa fora do tempo e do espaço em um mundo onde existem personagens fictícios e criaturas mitológicas, incluindo a Medusa e o Minotauro. No serial, o escritor de ficção inglês "o Mestre" (Emrys Jones) tenta recrutar o viajante do tempo conhecido como o Segundo Doutor (Patrick Troughton) para substitui-lo em seu papel como a força criativa neste reino, devido à idade avançada do Mestre.

## Enredo
Ao derrotar os Dominadores em Dulkis, o Doutor desencadeia uma erupção vulcânica. Ele deixa a TARDIS no caminho e ela fica enterrada na lava e o seu fluido evapora no processo. Isso força o Doutor a usar uma unidade de emergência para levar a TARDIS junto com seus acompanhantes, Jamie e Zoe, para longe do perigo, mas fora da própria realidade.
Eles pousam em um vazio branco e, enquanto o Doutor corrige a TARDIS, Jamie e Zoe são atraídos para fora depois de acreditarem que ambos viram suas casas e são confrontados por robôs brancos. O Doutor os leva de volta para dentro, mas, enquanto tentam retornar à realidade, a TARDIS explode e os viajantes são espalhados no nada.
Eles acabam em uma floresta onde as árvores se tornam letras quando vistas de cima. O Doutor, depois de enfrentar uma série de enigmas, encontra Jamie, mas acidentalmente muda o rosto dele. Eles logo se reencontram com Zoe e depois encontram Lemuel Gulliver, que os entrega a soldados de brinquedo em tamanho real. Eles são levados para os limites da floresta, onde um unicórnio os ataca. Eles conseguem transformá-lo em uma estátua declarando em voz alta que "não existe".
Eles chegam a uma casa onde o Doutor traz Jamie de volta ao normal. Eles descobrem que a casa é a entrada de um labirinto. Aqui, deixando Jamie para trás, o Doutor e Zoe encontram o Minotauro e a Medusa, com quem eles lidam da mesma maneira que o unicórnio. Jamie, perseguido por um soldado, sobe um rochedo com a ajuda dos cabelos de Rapunzel e entra em uma cidadela através de uma janela, acionando um alarme. Ele se esconde e encontra Gulliver, que não pode ver os robôs brancos perseguindo Jamie.
O Doutor e Zoe saem do labirinto e encontram o Karkus, um personagem de desenho animado da época de Zoe. O Doutor acidentalmente consegue dissipar o "dissidente antimolecular" dos Karkus, comentando que essa arma não existe, e Karkus os ataca. Infelizmente, o Doutor não pode se livrar dele, porque ele nunca ouviu falar do personagem antes e não pode dizer com certeza que o Karkus não é real. Zoe, no entanto, o derrota com suas habilidades em artes marciais, e Karkus se alia a eles. Ele os leva para a cidadela, onde eles encontram Jamie. Zoe acidentalmente dispara o alarme novamente, mas o trio não se esconde e deixa os robôs levá-los para a sala de controle principal.
Lá, eles conhecem o Mestre, um escritor da Terra sequestrado que passou pelos mesmos testes que eles quando ele chegou. Ele explica que está ficando velho e precisa que o Doutor o substitua como fonte criativa para a Terra da Ficção. Enquanto ele está conversando, Jamie e Zoe entram sorrateiramente em uma área da biblioteca onde encontram os robôs brancos novamente e ficam presos em um livro gigante, transformando-os em personagens fictícios. O Doutor recusa a oferta do Mestre e sai pela clarabóia. O Mestre usa Jamie e Zoe para prender o Doutor e o liga ao Cérebro Mestre. Os dois lutam, convocando vários personagens fictícios para lutar entre si. O Doutor prevalece, liberando Jamie e Zoe que sobrecarregam o Cérebro Mestre, deixando os robôs brancos para se destruírem.
O Doutor desconecta o Cérebro Mestre e todos eles se retiram para uma sala lateral. Os robôs brancos destroem o cérebro principal, a TARDIS volta e a normalidade é restaurada.

## Produção
Os títulos de produção para esta história incluíram Man Power, Another World e The Fact of Fiction. The Mind Robber seria originalmente composto por quatro episódios, mas o serial anterior, The Dominators, foi reduzido de seis para cinco episódios. Isso fez com que um primeiro episódio extra fosse escrito para esta série, pois eles tiveram que usar o orçamento limitado do episódio substituído. Essa extensão da história também significou que os quatro primeiros episódios duraram apenas de 19 a 22 minutos, e o episódio 5 se tornou o menor episódio regular da história de Doctor Who, com pouco mais de 18 minutos.
Durante a produção, o ator Frazer Hines contraiu varicela e foi substituído por Hamish Wilson nos episódios 2 e 3. Isso também significou a escrita rápida de uma cena para explicar a súbita mudança de aparência de Jamie. Nas duas ocasiões antes de Jamie se transformar em um recorte, ele grita: "creag an tuire". Frazer Hines brincou no comentário em DVD que isto era gaélico escocês para "vodka e tônica". Também é próximo ao slogan do clã MacLaren "Creag an tuirc" ("a rocha do javali").
As filmagens ao ar livre do serial foram realizadas em junho de 1968 no Harrison's Rocks, em Sussex, e no Kenley Airfield, em Croydon. Outras filmagens ocorreram no mesmo mês nos Ealing Studios, enquanto as gravações em estúdio dos episódios 1 e 2 também ocorreram em junho. A gravação em estúdio dos episódios 3, 4 e 5 ocorreram em julho de 1968. Os robôs brancos que se aproximam de Jamie e Zoe no vazio do lado de fora da TARDIS haviam sido emprestados de um uso anterior na série de televisão britânica de ficção científica Out of the Unknown.